# Ráncos pajzsgomba
A ráncos pajzsgomba (Cudonia confusa) a pajzsgombafélék családjába tartozó, Európában honos, hegyvidéki fenyvesekben élő, mérgező gombafaj.

## Megjelenése
A ráncos pajzsgomba kalapja 1–2 (3) cm széles, alakja szabálytalanul domború, párnaszerű, közepe némileg bemélyedhet, széle kissé lebenyes. Széle begöngyölt. Felszíne száraz vagy kissé tapadós, csupasz. Színe fiatalon halványbarna, később sárgásbarna, sárgássszürke, idősen vöröses. Alsó oldala sárgás, sima, sugarasan ráncos.
Húsa vékony, zselészerű, színe halványsárgás. Szaga és íze nem jellegzetes.
Tönkje max 5 cm magas és 0,2-0,6 cm vastag. Alakja nagyjából hengeres, hosszanti bordák, árkok lehetnek rajta. Színe sárgás, barnássárga, szürkéssárga, a tövénél sötétebb szürkésbarna vagy sárgásbarna.
Spórapora fehér. Spórája hosszú, tűszerű, egyik végén kihegyesedő, felszíne sima, mérete 33-46 x 1,8-2,1 µm.

### Hasonló fajok
A bordás pajzsgomba (amelytől néha csak mikroszkóppal lehet elkülöníteni), a zöld csuklyásgomba, esetleg a barna vagy sárga lapátgomba hasonlít hozzá.

## Elterjedése és termőhelye
Európában honos.
Hegyvidéki fenyvesekben található meg moha között, az avaron vagy szétkorhadt faanyagon. Nyár végén és ősszel terem.
Mérgező, giromitrint tartalmaz.  